# Theisoa constrictella
Theisoa constrictella är en fjärilsart som beskrevs av Philipp Christoph Zeller 1873. Theisoa constrictella ingår i släktet Theisoa och familjen stävmalar. Inga underarter finns listade i Catalogue of Life.